# Eschenbach (Netphen)
Eschenbach ist ein Teil der Stadt Netphen im Kreis Siegen-Wittgenstein in Nordrhein-Westfalen mit 568 Einwohnern (Stand: 30. Juni 2022).

## Geographie
Der Ort liegt etwa 3 km nordöstlich von Netphen und hat eine Fläche von 4,4 km². Eschenbach liegt zwischen 310 und 390 m Höhe, der höchste Berg in der Umgebung ist die Alte Burg mit 632,9 m Höhe. Weitere Berge sind der  Schüffel mit 540,9 m, Schießberg mit 406 m, Scharn mit 496,1 m, sowie Hager mit 471 m Höhe. Durch den Ort fließt die Netphe.

### Nachbarorte
Nachbarorte von Eschenbach sind Oechelhausen im Norden, Afholderbach im Nordosten, Brauersdorf im Südosten, Netphen im Süden und Südwesten und Frohnhausen im Nordwesten.

## Geschichte
Eschenbach wurde im Jahr 1311 erstmals urkundlich erwähnt.
Von 1815 bis zur kommunalen Neugliederung im Jahr 1969 gehörte der Ort dem Amt Netphen an und wurde am 1. Januar 1969 ein Ortsteil der neuen Großgemeinde Netphen, seit 2000 ein Stadtteil.

### Einwohnerzahlen
Einwohnerzahlen des Ortes:
| Jahr | Einwohner |
| ---- | --------- |
| 1818 | 172       |
| 1885 | 196       |
| 1895 | 199       |
| 1905 | 209       |
| 1910 | 229       |
| 1925 | 215       |
| 1933 | 213       |

| Jahr | Einwohner |
| ---- | --------- |
| 1939 | 238       |
| 1950 | 316       |
| 1961 | 291       |
| 1967 | 405       |
| 1994 | 573       |
| 2005 | 638       |
| 2009 | 619       |

| Jahr | Einwohner |
| ---- | --------- |
| 2012 | 601       |
| 2013 | 587       |
| 2015 | 562       |
| 2017 | 578       |
| 2021 | 568       |
| 2022 | 568       |

## Ort
In Eschenbach steht die St. Andreas Kapelle, welche kürzlich renoviert wurde. Der Ort besitzt ein Bürgerhaus, einen Kindergarten, einen Sportplatz, einen Bolzplatz, zwei Kinderspielplätze und einen Friedhof. Eine Besonderheit Eschenbachs war die Privatgerberei des Siegerlandes.

## Vereine
Die Löschgruppe Eschenbach der Freiwilligen Feuerwehr Netphen hat die drittgrößte Besatzungsstärke mit rund 32 Aktiven und Jugendlichen Feuerwehrmännern und -frauen. Daneben gibt es auch den Förderverein der Freiwilligen Feuerwehr und noch andere Vereine: den Gesangverein „MGV Frohsinn Eschenbach 1888“, den Sportverein „SV Grün-Weiß Eschenbach“, den Bürgerverein Eschenbach sowie die Dorfjugend Eschenbach „DJE“.

## Belege
1. ↑  Stadt Netphen: Haushaltsplan 2023 / Stadt Netphen. (PDF: 22,2 MB) S. 10, abgerufen am 22. Januar 2025.
2. ↑  Karte Fürstentum Nassau-Siegen:  Urkundliche Zeugnisse der Besiedlung bis 1500 (Memento vom 4. März 2016 im Internet Archive)
3. ↑  Martin Bünermann: Die Gemeinden des ersten Neugliederungsprogramms in Nordrhein-Westfalen. Deutscher Gemeindeverlag, Köln 1970, S. 71.
4. ↑  Otto Schaefer: Der Kreis Siegen, Siegen 1968
5. ↑  Westfälisches Gemeindelexikon 1887, S. 108 / 109
6. ↑  Westfälisches Gemeindelexikon 1897, S. 110 / 111
7. ↑  gemeindeverzeichnis.de: Landkreis Siegen
8. ↑  genealogy.net: Amt Netphen
9. 1 2  Michael Rademacher: Stadt und Landkreis Siegen. Online-Material zur Dissertation, Osnabrück 2006. In: eirenicon.com.
10. ↑  Martin Bünermann, Heinz Köstering: Die Gemeinden und Kreise nach der kommunalen Gebietsreform in Nordrhein-Westfalen. Deutscher Gemeindeverlag, Köln 1975, ISBN 3-555-30092-X, S. 184.
11. ↑  Bernhard Oltersdorf: Netphen (Memento vom 7. März 2014 im Internet Archive) (PDF; 9,0 MB), ca. 1995
12. ↑  Feuerwehr Netphen. Einsatzabteilung der Einheit Eschenbach. Abgerufen am 22. Januar 2025.